# Aiko Yamaide
Aiko Yamaide (山出愛子 Yamaide Aiko?, 1 de diciembre de 2002) es una cantante japonesa. Fue miembro de Sakura Gakuin desde 2013 hasta 2018, y desde su graduación del grupo idol sigue una carrera musical en solitario.

## Grupos
- Sakura Gakuin (2013-2018)
  - Twinklestars (2014-2015)
  - Mini-Pati (2015-2018)

## Discografía

### Con Sakura Gakuin
| #              | Fecha de salida       | Título del álbum                              | Etiqueta              | Notas                    |
| Álbumes studio | Álbumes studio        | Álbumes studio                                | Álbumes studio        | Álbumes studio           |
| -------------- | --------------------- | --------------------------------------------- | --------------------- | ------------------------ |
| 4              | 12 de marzo de 2014   | Sakura Gakuin 2013-nendo ~Kizuna~             | Universal Music Japan |                          |
| 5              | 25 de marzo de 2015   | Sakura Gakuin 2014-nendo ~Kimi ni Todoke~     | Universal Music Japan |                          |
| 6              | 3 de marzo de 2016    | Sakura Gakuin 2015-nendo ~Kirameki no Kakera~ | Amuse                 |                          |
| 7              | 3 de marzo de 2017    | Sakura Gakuin 2016-nendo ~Yakusoku~           | Amuse                 |                          |
| 8              | 3 de marzo de 2018    | Sakura Gakuin 2017-nendo ~My Road~            | Amuse                 | último álbum participado |
| Singles        |                       |                                               |                       |                          |
| 6              | 9 de octubre de 2013  | Ganbare!!                                     | Universal Music Japan |                          |
| 7              | 12 de febrero de 2014 | Jump Up ~Chiisana Yūki~                       | Universal Music Japan |                          |
| -              | 22 de octubre de 2014 | Heart no Hoshi                                | Universal Music Japan |                          |
| -              | 4 de marzo de 2015    | Aogeba Tōtoshi ~From Sakura Gakuin 2014~      | Universal Music Japan |                          |

### En solitario
1. 22 de agosto de 2018: Smile (スマイル?)
2. 1 de diciembre de 2018: Choice
3. 17 de julio de 2019: Natsu no Koi no Owari (夏の恋の終わり?)
4. 29 de abril de 2020: Pierce (ピアス?)